# 13 часов: Тайные солдаты Бенгази
«13 часов: Тайные солдаты Бенгази» (англ. 13 Hours: The Secret Soldiers of Benghazi) — американский драматический фильм режиссёра Майкла Бэя, основанный на книге Митчелла Зукоффа. Съёмки начались 27 апреля 2015 года .
Премьера фильма состоялась 12 января 2016 года. При этом перед показом впервые был продемонстрирован трейлер фильма «Кловерфилд, 10», снятого ещё в конце 2014 года и сохранявшегося в секрете (англ. a blood relative of Cloverfield).

## Сюжет
Вечером 11 сентября 2012 года, в 11-ю годовщину теракта 11 сентября, группа исламистских боевиков атаковала американское консульство в Бенгази. А спустя несколько часов, в ночь на 12 сентября того же года, боевики атаковали местный филиал ЦРУ. В результате погибло 4 американца, среди которых ливийский посол США и два оперативника GRS.

## В ролях

### Группа GRS (Global Response Staff)
- Джеймс Бэдж Дейл — Тайрон С. «Рон» Вудс, командир группы GRS и бывший морской котик США
- Джон Красински — Джек Силва, новый член команды GRS и бывший морской котик США
- Макс Мартини[англ.] — Марк «Оз» Гейст, член команды GRS и бывший морской пехотинец США
- Тоби Стивенс — Глен «Баб» Доэрти, офицер GRS в Триполи, бывший морской котик США и хороший друг Вудса
- Пабло Шрайбер — Крис «Танто» Паронто[англ.], член команды GRS и бывший рейнджер армии США
- Дэвид Денман —  Дэйв «Бун» Бенто, член команды GRS и бывший снайпер-разведчик морской пехоты США
- Доминик Фумуса — Джон «Тиг» Тиген, член команды GRS и бывший морской пехотинец США

### АгентыЦРУ
- Фредди Строма — Брит Вайнер, тайный агент ЦРУ в Ливии
- Алексия Барлир[англ.] — Сона Джиллани, агент ЦРУ под прикрытием в Ливии
- Дэвид Костабайл — Боб (он же «Шеф»), руководитель филиала ЦРУ в Бенгази
- Шейн Роу — агент ЦРУ, который участвует в защите базы
- Габор Бодиш — агент ЦРУ, офицер службы безопасности

### СотрудникиГосдепа США
- Мэтт Летчер — Кристофер Стивенс, посол США в Ливии
- Деметриус Гросс — Дэйв Аббен, охранник посольства[англ.]
- Дэвид Джинтоли — Скотт Викланд, охранник посольства
- Дэвид Ферр[англ.] — Алек Хендерсон, охранник посольства
- Давиде Туччи — военный атташе

### Гражданские
- Кристофер Дингли — Шон Смит[англ.], сотрудник дипломатической службы и IT специалист
- Ренн Шмидт[англ.] — Бекки Силва, жена Джека
- Пейман Маади — Амаль, местный переводчик

## Восприятие
Фильм получил смешанные отзывы кинокритиков. На сайте Rotten Tomatoes фильм имеет рейтинг 51 % на основе 187 рецензий со средним баллом 5,5 из 10.